# Freddy Quinn singt die schönsten Weihnachtslieder
Freddy Quinn singt die schönsten Weihnachtslieder ist das 54. Studioalbum sowie das vierte Weihnachtsalbum des österreichischen Schlagersängers Freddy Quinn, das 1996 im Musiklabel Koch Präsent Gold auf Compact Disc (Nummer: CS 909) erschien. Es beinhaltete dieselben Lieder wie Quinns drittes Weihnachtsalbum, Freddy Quinn ’91 – Die schönsten Weihnachtslieder. Das Album konnte sich nicht in den deutschen Albumcharts platzieren. Singleauskopplungen wurden keine produziert.

## Titelliste
Das Album beinhaltet folgende 15 Titel:
1. Alle Jahre wieder (im Original von Friedrich Silcher und Wilhelm Hey, 1841[3])
2. Am Weihnachtsbaume die Lichter brennen (im Original ein Volkslied[4])
3. Ave Maria (im Original von Charles Gounod, 1852[5])
4. Der erste Schnee
5. Es ist ein Ros’ entsprungen (im Original ein Volkslied[6])
6. Ihr Kinderlein, kommet (im Original als Die Kinder bey der Krippe von Christoph von Schmid und Johann Abraham Peter Schulz, 1810[7])
7. Jingle Bells (im Original als One-Horse Open Sleigh von James Lord Pierpont, 1857[8])
8. Kommet, ihr Hirten (im Original ein Volkslied[9])
9. Morgen, Kinder, wird’s was geben (im Original von Carl Gottlieb Hering, 1809[10])
10. Leise rieselt der Schnee (im Original als Weihnachtsgruß von Eduard Ebel, 1895[11])
11. Oh Tannenbaum (im Original als Der Tannenbaum von August Zarnack, Ernst Anschütz und Melchior Franck, 1824[12])
12. Sankt Niklas war ein Seemann
13. Stille Nacht, heilige Nacht (mit Glockenausklang; im Original von Franz Xaver Gruber und Joseph Mohr, 1818[13])
14. Süßer die Glocken nie klingen (im Original ein Volkslied[14])
15. White Christmas (im Original von Bing Crosby & Marjorie Reynolds, 1942[15])